# Ernest Troubridge
Sir Ernest Charles Thomas Troubridge CB KCMG MVO (Hampstead, 15 de julho de 1862 – Biarritz, 28 de janeiro de 1926) foi um oficial naval britânico que lutou na Primeira Guerra Mundial no Mar Mediterrâneo e nos Balcãs

## Biografia
Ernest Charles Thomas Troubridge nasceu em Hampstead, em Londres, em 15 de julho de 1862, sendo o terceiro filho de sir Thomas Troubridge, 3º Baronete, e sua esposa Louisa Jane Gurney. Sua família tinha uma grande tradição naval de gerações. Ele brevemente estudou no Wellington College em Berkshire antes de entrar na Marinha Real Britânica em 1875. Troubridge treinou como cadete naval no navio-escola HMS Britannia e em 1884 foi promovido a tenente. Quatro anos depois salvou a vida de um colega marinheiro que tinha caído no mar durante a noite na Baía de Suda, na ilha de Creta.
Foi promovido a comandante em 1895 e capitão em 1901, sendo em seguida enviado para servir de adido naval no exterior, primeiro na Áustria-Hungria e depois na Espanha. Entre 1902 e 1904 serviu como tal no Japão, indo para o mar a bordo de navios japoneses durante a Guerra Russo-Japonesa e acompanhando operações próximas de Porto Artur. Pelos anos seguintes serviu em diversos postos, sendo promovido à contra-almirante em 1911 e no ano seguinte nomeado para Chefe do Estado-Maior de Guerra. Em 1913 foi nomeado o comandante da esquadra de cruzadores da Frota do Mediterrâneo.
O Reino Unido entrou na Primeira Guerra Mundial no começou em agosto de 1914, época em que os navios alemães SMS Goeben e SMS Breslau estavam no Mar Mediterrâneo. Eles foram reabastecer em Messina, na Itália, com as forças de Troubridge estando próximas da entrada do Mar Adriático. Os alemães deixaram Messina e seguiram em direção ao Mar Egeu, sendo interceptados pelos cruzadores de Troubridge. Entretanto, ele não os atacou porque o poderio de fogo do Goeben, um cruzador de batalha, era muito superior ao de seus cruzadores e porque tinha uma ordem de não enfrentar forças superiores às suas. Os alemães prosseguiram viagem e chegaram em Constantinopla, no Império Otomano, em segurança.
A conduta de Troubridge durante a perseguição foi muito criticada e ele foi removido de seu comando, enfrentando uma corte marcial em novembro. Foi absolvido de qualquer culpa, mas as críticas persistiram. Foi enviado em janeiro de 1915 para chefiar a missão naval britânica na Sérvia, dando suporte para a Campanha de Galípoli. Foi promovido a vice-almirante em 1916. Suas ações impressionaram o príncipe herdeiro Alexandre, que pediu que Troubridge permanecesse como seu conselheiro pessoal. Ele permaneceu nos Bálcãs até depois do fim da guerra, sendo promovido a almirante em 1919.
Troubridge tentou intervir sem ordens de superiores no estabelecimento da República Soviética Húngara, com suas ações tendo resultados questionáveis. Ele permaneceu malvisto pelo Almirantado Britânico, mas sua experiência nos Bálcãs o fez ser nomeado em 1919 para a provisória Comissão do Danúbio interaliada. Uma comissão permanente foi depois estabelecida sob a chefia de outra pessoa, mas esta deixou o cargo em 1920 e Troubridge foi chamado de volta em junho para assumir a função. Ele exerceu o cargo até março de 1924. Foi aposentado pelo Almirantado neste mesmo ano e morreu repentinamente enquanto estava em Biarritz, na França, em 28 de janeiro de 1926 aos 63 anos, sendo enterrado na mesma cidade.